# Bolboleaus quadrifoveatus
Bolboleaus quadrifoveatus là một loài bọ cánh cứng trong họ Geotrupidae. Loài này được miêu tả khoa học năm 1919 bởi Lea.